# Otto Hirschfeld

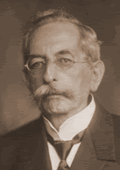
Otto Hirschfeld
(ca. 1905)

Otto Hirschfeld (* 16. März 1843 in Königsberg; † 27. März 1922 in Berlin) war ein deutscher Althistoriker und Epigraphiker.

## Leben

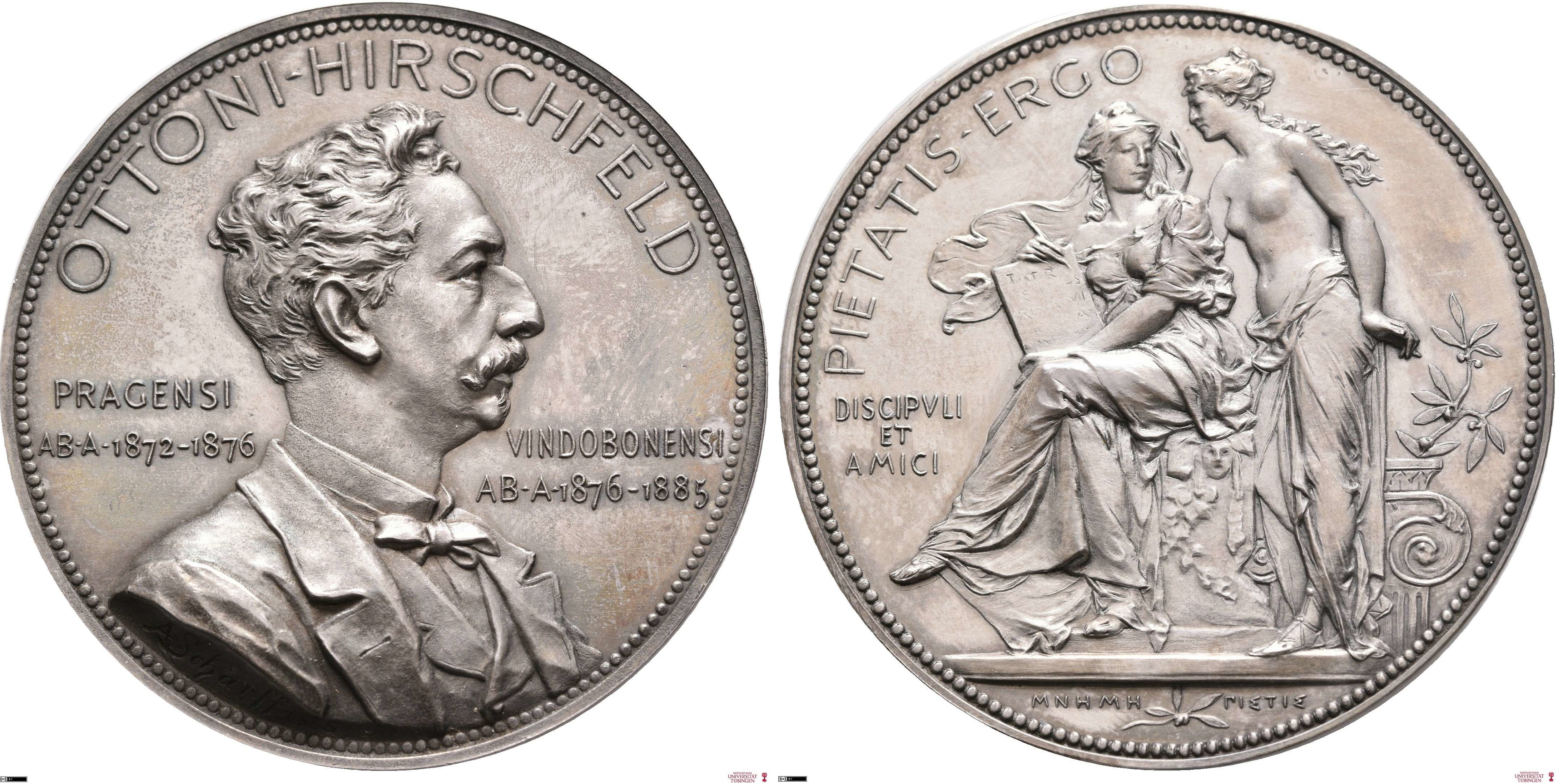
Medaille Otto Hirschfeld 1885

Otto Hirschfeld war Sohn des Königsberger Kaufmanns und Mitbegründers der Königsberger Teekompanie Hermann Hirschfeld, der sich mit seiner Familie im Jahr 1874 im Königsberger Stadtteil Vordere Vorstadt mit der Firma Gebrüder Hirschfeld mit dem Teehandel beschäftigte.
Gemeinsam mit seinem Bruder besuchte Hirschfeld in seiner Geburtsstadt anfangs die Castellsche Vorschule, anschließend das Kneiphöfische Gymnasium, an dem George Wichert, ein Onkel des Dichters, zu den anregendsten und geistvollsten Lehrern gehörte. Ab seinem 16. Lebensjahr fand Hirschfeld beim Studium der klassischen Philologie an der Albertus-Universität Königsberg in Karl Lehrs und Ludwig Friedländer seine wichtigsten Lehrer und lebenslangen Freunde. Anschließend studierte er an der Universität Bonn, an der sich mit Johannes Schmidt und Ernst und Konrad Küster befreundete. In Bonn wurde er maßgeblich von Friedrich Ritschl und Otto Jahn beeinflusst wurde er 1861 Mitglied der Bonner Burschenschaft Frankonia.
Während seiner weiteren Ausbildung in Berlin lernte Hirschfeld unter August Boeckh, Moriz Haupt, Johann Gustav Droysen und vor allem unter Theodor Mommsen, der ihn vor allem in der lateinischen Inschriftenforschung prägte.
1863 wurde Hirschfeld in Königsberg promoviert. Er habilitierte sich 1869 in Göttingen und wurde 1872 Professor für Altertumskunde an der Universität Prag. 1876 wechselte er auf einen Lehrstuhl für Alte Geschichte, Altertumskunde und Epigraphik an der Universität Wien, wo er mit Alexander Conze ein Archäologisch-Epigraphisches Seminar gründete. Ebenso wie sein Kollege Alexander Conze erhielt Hirschfeld beim Verlassen der Universität eine Medaille von Freunden und Schülern gestiftet.
1885 wurde Hirschfeld Nachfolger Theodor Mommsens als Professor für Alte Geschichte an der Friedrich-Wilhelms-Universität, der heutigen Humboldt-Universität zu Berlin, und Direktor des Instituts für Altertumskunde. Zugleich wurde er in die Berliner Akademie aufgenommen. Er wurde 1917 emeritiert. Seit 1889 war er assoziiertes Mitglied der Académie royale des Sciences, des Lettres et des Beaux-Arts de Belgique und seit 1903 auswärtiges Mitglied (associé étranger) der Académie des Inscriptions et Belles-Lettres.
Hirschfeld war vor allem auf dem Gebiet der lateinischen Epigraphik tätig. Er gab mehrere Bände des Corpus Inscriptionum Latinarum heraus, insbesondere mit den Inschriften Galliens und der beiden germanischen Provinzen. Mit diesem geographischen Raum beschäftigte er sich auch in seinen Forschungen, daneben mit zahlreichen Fragen der römischen Verwaltungsgeschichte.
Otto Hirschfeld starb elf Tage nach seinem 79. Geburtstag am 27. März 1922 in Berlin. Beigesetzt wurde er auf dem Kaiser-Wilhelm-Gedächtnis-Friedhof in Berlin-Westend. Das Grab ist nicht erhalten.

## Schriften (Auswahl)
- Die Getraideverwaltung [sic!] der römischen Kaiserzeit. In: Philologus 29, 1870, S. 1–96.
- Untersuchungen auf dem Gebiete der römischen Verwaltungsgeschichte. Bd. 1: Die kaiserlichen Verwaltungsbeamten bis auf Diocletian, Berlin 1877 [mehr nicht erschienen]; 2. neubearb. Aufl. Weidmann, Berlin 1905 [ND Zürich 1975].
- Lyon in der Römerzeit, Wien 1878.
- Kleine Schriften, Berlin 1913.